# Richard Jungclaus

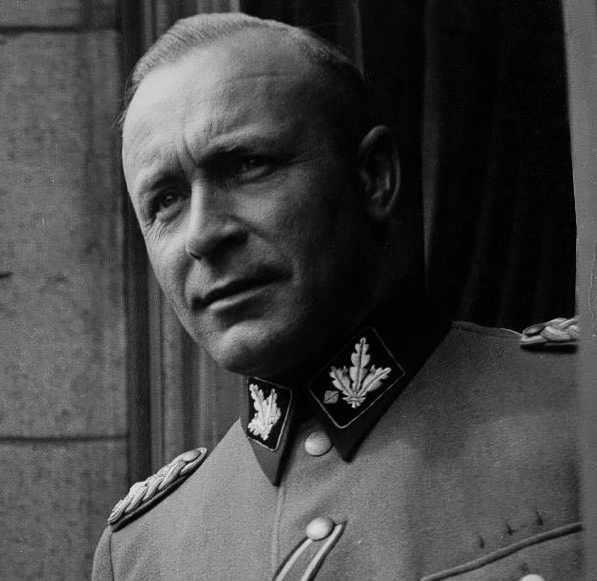
R. Jungclaus, hier im Rang SS-Gruppenführer

Richard Jungclaus (* 17. März 1905 in Freiburg/Elbe; † 15. April 1945 in Zavidovići) war ein deutscher SS-Gruppenführer und ein Generalleutnant der Polizei (1943) sowie Höherer SS- und Polizeiführer (HSSPF) Belgien-Nordfrankreich.

## Werdegang
Jungclaus, Sohn eines Kaufmanns, absolvierte nach der Schulzeit eine Lehre als Textilkaufmann und übernahm das väterliche Geschäft. Er trat zum 1. September 1930 in die NSDAP (Mitgliedsnummer 305.661) sowie im selben Jahr in die SA ein und wechselte 1931 von der SA zur SS (SS-Nummer 7.368). Ab 1934 war er hauptamtlich für die SS in verschiedenen Funktionen tätig: unter anderem von Oktober 1937 bis November 1938 Kommandant der 12. SS-Standarte in Niedersachsen und anschließend bis April 1942 Kommandant des SS-Abschnitts IV.
Von August 1940 bis April 1942 war er bei der niederländischen SS als Berater tätig, anschließend bis August 1944 Leiter der Brüsseler „Dienststelle Jungclaus“ als Beauftragter Heinrich Himmlers für Volkstumsfragen und zur Betreuung der flämischen SS.
Vom 1. August 1944 bis zum 16. September 1944 war Jungclaus HSSPF Belgien-Nordfrankreich und ab 14. August 1944 militärischer Befehlshaber Belgien-Nordfrankreich. Als sich nach der Landung in der Normandie die alliierten Truppen Brüssel näherten, befahl Jungclaus, 5000 politische Gefangene als Geiseln nach Deutschland zu deportieren. Am 3. September stoppte Jungclaus den bereits begonnenen Abtransport und ordnete an, die Gefangenen dem Roten Kreuz zu übergeben. Zuvor war unter anderem der Chirurg Werner Wachsmuth für die Freilassung der Gefangenen eingetreten, da er um die Sicherheit deutscher Verwundeter fürchtete, die nicht mehr aus Brüssel evakuiert werden konnten. Nach Angaben von Wachsmuth wurde Jungclaus am 16. September von Himmler persönlich degradiert und als SS-Hauptsturmführer zur Waffen-SS eingezogen. Jungclaus fiel als Angehöriger der 7. SS-Freiwilligen-Gebirgs-Division „Prinz Eugen“ bei Kampfhandlungen in Jugoslawien Mitte April 1945.

## Auszeichnungen
| Jungclaus’ SS- und Polizeiränge | Jungclaus’ SS- und Polizeiränge                  |
| Datum                           | Rang                                             |
| ------------------------------- | ------------------------------------------------ |
| April 1935                      | SS-Sturmbannführer                               |
| November 1936                   | SS-Obersturmbannführer                           |
| September 1937                  | SS-Standartenführer                              |
| Mai 1940                        | SS-Untersturmführer der Reserve (Waffen-SS)      |
| April 1941                      | SS-Oberführer                                    |
| August 1941                     | SS-Obersturmführer der Reserve (Waffen-SS)       |
| April 1942                      | SS-Brigadeführer                                 |
| Juli 1943                       | Generalmajor der Polizei                         |
| November 1943                   | SS-Gruppenführer und Generalleutnant der Polizei |
| Ende 1944                       | SS-Hauptsturmführer der Reserve (Waffen-SS)      |

- Eisernes Kreuz II. Klasse (1942)
- Kriegsverdienstkreuz I. und II. Klasse mit Schwertern
- Dienstauszeichnungen der NSDAP in Silber und Bronze

Als SS-Führer
- Totenkopfring
- Ehrendegen
- SS-Dienstauszeichnungen